# João da Gama
João da Gama (vers 1540 - après 1591) était un explorateur portugais et un administrateur colonial en Extrême-Orient dans le dernier quart du XVIe siècle. Il était le petit-fils de Vasco da Gama. João da Gama a navigué de Macao au nord-est et a contourné le Japon par le nord. Il a traversé l'océan Pacifique aux latitudes les plus septentrionales prises jusqu'alors par les Européens. Forcé par les circonstances de son voyage, il effectue une circumnavigation autour de la Terre (l'un des premiers à le faire vers l'est). Les terres au nord-est du Japon que João da Gama a découvertes ont été la cible de légendes et de spéculations dans les siècles qui ont suivi, inspirant la recherche chez  les puissances européennes.

## Premières années et voyages vers l'Est
On ne sait pas grand-chose de son enfance et de sa jeunesse, mais on pense qu'il est né vers 1540. Ses parents étaient Guiomar de Vilhena, comtesse de Vidigueira et Francisco da Gama, 2e comte de Vidigueira, fils de l'explorateur Vasco da Gama, le découvreur de la route maritime vers l'Est. Il était marié avec Joana de Menezes et avait un fils, Vasco da Gama, qui devint plus tard capitaine à Chaul. João da Gama est devenu le capitaine de Malacca entre 1578 et 1582. Il reçut cordialement le représentant portugais qui apporta la nouvelle du couronnement de Philippe II d'Espagne comme roi du Portugal, mais ne reconnut le nouvel ordre que plus tard, après indication du vice-roi de l'Inde. Il a eu de nombreux conflits politiques dans le cadre de son mandat, causés par des irrégularités personnelles présumées qui l'ont amené à une confrontation politique avec les organes administratifs de la ville, ce qui a conduit à une procédure judiciaire. Il a été accusé d'avoir porté atteinte aux intérêts de Malacca et rappelé à Lisbonne pour répondre de ses actes et exposer sa défense.
Il est retourné à l'Est dans le but d'accomplir le commerce nanban (« voyage du Japon »), entre Macao (Chine) et Nagasaki (Japon), une route commerciale monopolisée par le Portugal. Gama était marié à la fille de D. João de Meneses Baroche, capitaine de Cochin. Il laissa sa femme à sa résidence de Cochin et se rendit à Macao en 1588, accompagné de son frère Miguel da Gama. Cette année-là, le voyage annuel n'avait pas encore été effectué en raison de la mort subite du capitaine de Macao, Jerónimo de Sousa. À la suite de l'accord commercial entre le juif portugais Nouveau Chrétien Bartolomeu Landeiro et la ville de Macao, Jerónimo de Sousa s'apprêtait également à envoyer un navire aux Philippines. Parallèlement à cela, fut alors publié l'édit anti-chrétien au Japon. João da Gama, espérant obtenir un bénéfice plus élevé et de nouvelles possibilités, et contre toutes les interdictions, a décidé de partir en expédition en Nouvelle-Espagne à ses propres frais et à ses risques et périls,.
Da Gama était bien considéré à Macao, comme on peut le voir dans la lettre que le conseil municipal de Macao écrivit au roi le 30 juin 1588, laquelle faisait l'éloge de da Gama, alors capitaine de Macao et du Japon. Ils ont également demandé au roi qu'il soit accordé à vie avec cette capitainerie. La Câmara de Macao mentionne également le sujet d'un récent voyage espagnol (castillan) à Macao, et les raisons pour lesquelles il devrait être interdit, entre autres sujets. Gama et le Conseil de Macao ont également fait valoir que les bénéfices du voyage pourraient soutenir des églises, la Misericordia et deux hôpitaux, l'un d'entre eux étant lépreux. Da Gama a pris possession d'une caraque de 600 tonnes qui, au lieu d'aller de Macao en Inde, est allée au Mexique, où ils pourraient conclure des transactions beaucoup plus lucratives, qui étaient convoitées par les résidents de Macao. Des années plus tard, les membres du conseil municipal de Macao condamnaient et critiquaient publiquement da Gama et son voyage.

## La traversée du Pacifique

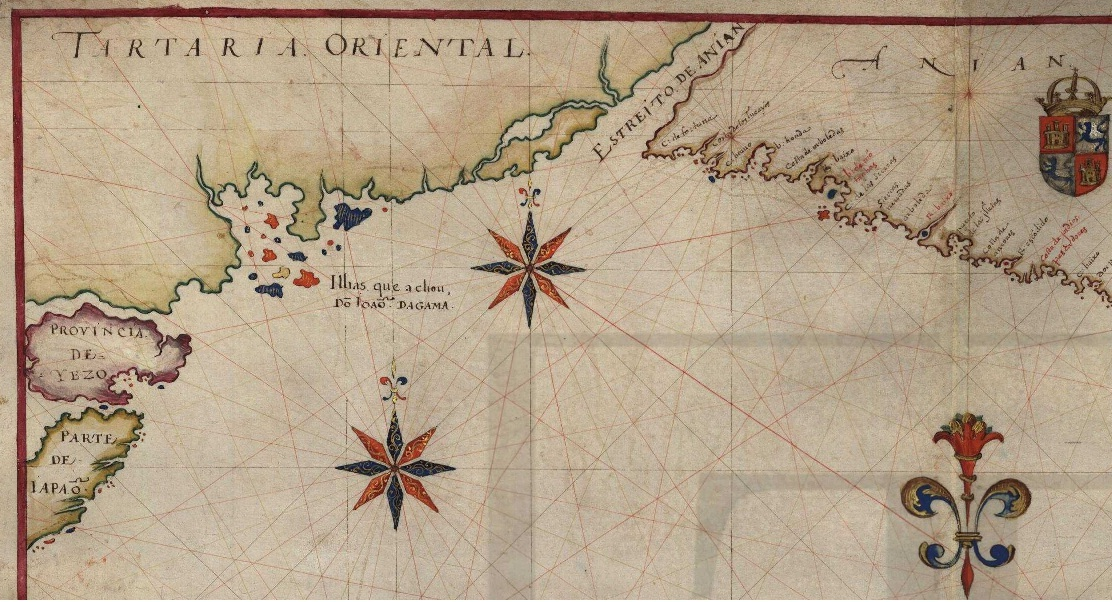
Atlas de João Teixeira Albernaz I, 1643, montrant l'océan Pacifique Nord et la zone atteinte par João da Gama, y compris les îles trouvées par João da Gama (peut-être les îles Kouriles, hypothèse clairement illustrée par des cartes de Joseph Nicolas Delisle. D'autres cartes faisaient également référence à une terre mythique plus vaste, également au nord-est du Japon). Le détroit mythique ou « reconnu » d'Anián, séparant l'Asie et les Amériques, est également illustré. Une partie de la côte nord-américaine connue est peut-être largement déplacée vers le nord-ouest

La décision de D. João da Gama, preneur de risque, a été prise en sachant qu'il s'agissait d'une entreprise illégale ; l'interdiction du commerce entre les régions du monde du Portugal et de Castille (plus tard l'Espagne) par Tordesillas et Saragosse, interdiction renforcée par les lettres écrites personnellement par Philippe II aux vice-rois de la Nouvelle-Espagne et de l'Inde, ainsi que directement aux organes administratifs de Macao et des Philippines en 1589 et 1590, conduisant à l'expulsion des Espagnols de Macao en 1592.
La décision inhabituelle et exceptionnelle de faire le voyage était due à l'espoir que l'initiative pourrait être considérée avec tolérance, comme cela est arrivé à certains précédents espagnols à Macao, mais d'un autre côté, il semble qu'elle avait été prise dans une position désespérée parce que da Gama était peut-être conscient que s'il retournait à Goa, il serait éventuellement arrêté en raison des accusations d'avoir commis de graves irrégularités. Cette réalité se reflète dans la lettre que le roi Philippe II (Ier du Portugal) adressa au vice-roi le 6 février 1589, qui lui ordonna «que le noble (João da Gama) venu de Chine, soit arrêté aux fers et emmené au Royaume à bord de cette Armada ", comme cela avait été également désigné auparavant, en 1587, par la Couronne.
Cependant, João da Gama ne semblait pas au courant de cette réalité en 1588, puisqu'il envoya de Macao, le 20 novembre de la même année, une lettre au roi l'informant de son intention de se rendre en Espagne via le Mexique, avec une prétendue justification de donner en personne au roi une partie de sa mission en Chine, et montrer à quel point il semblait facile d'entreprendre sa conquête (en fait les Portugais de Macao étaient contre un tel projet). Deux jours plus tôt, le 18 novembre, Domingos Segurado, à Macao, avait également écrit au roi pour informer l'épave d'un navire espagnol de la Nouvelle-Espagne à Macao, et l'expédition de son équipage sur le navire de da Gama, propriétaire du voyage au Japon., qui, une fois à Macao, a accepté l'ordre du vice-roi de l'Inde de transporter cet équipage au Mexique, étant lui-même dans le bureau du capitaine de Macao pendant l'absence de Gama, suggérant même sa propre nomination à ce bureau, ou en récompense de son services, la provision de deux voyages de la Chine à la Nouvelle-Espagne.

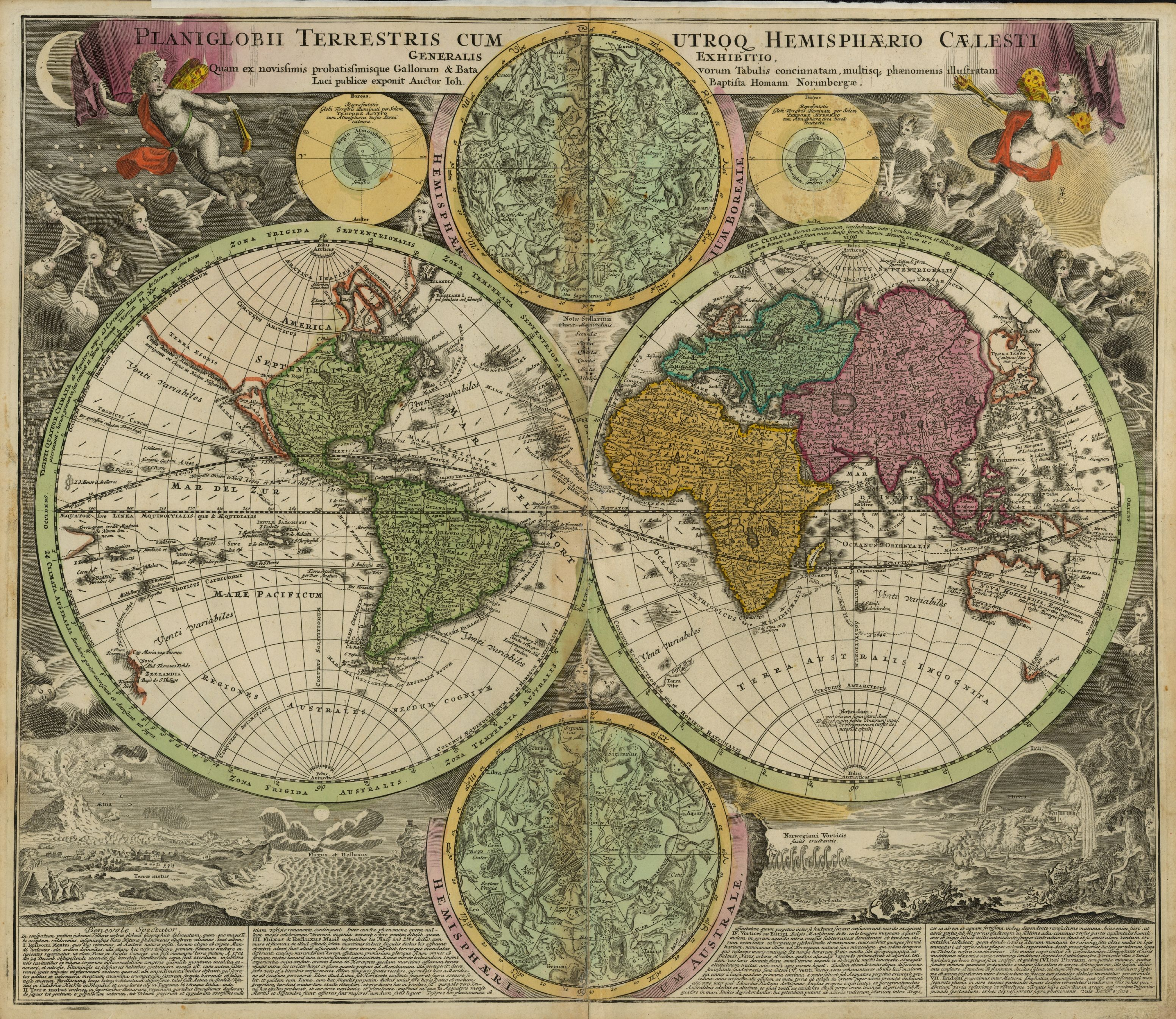
Planiglobii Terrestris Cum Utroque Hemisphaerio Caelesti Generalis Exhibitio par Johann Baptiste Homann, Nuremberg 1707. Planisphère avec carte de la côte ouest de l'Amérique du Nord, avec les deux californies (y compris la Californie des États-Unis jusqu'aux caps Mendoncino, Sebastiano et Blanco à 40º-45º N, à l'est-sud-est du détroit imaginaire) dessinées comme une seule île, et avec la note : « Costa Terrae borealis incognitae détecté par D. João da Gama naviguant de la Chine à la Nouvelle Espagne ». Légende répétée dans son autre carte de 1720, plus étendue au nord-ouest et déjà avec les deux Californies reliées au continent, dans une côte nord-ouest, correspondant peut-être à la côte nord des États-Unis et au Canada actuels

Après avoir commencé le voyage à Macao et en raison d'un dommage causé par un typhon, da Gama a été contraint de chercher refuge sur l'île d'Amakusa sur la côte japonaise. Après les réparations, il poursuit son voyage en octobre 1589. Il a atteint le Mexique après avoir traversé le Pacifique à une latitude beaucoup plus élevée (environ 45° N et peut-être plus au nord) que le cours habituellement suivi par les galions espagnols de Manille (généralement près ou autour de 40° N) voyageant entre Manille et le Mexique. Da Gama a touché un endroit qui a depuis été appelé Ezo (Yezo, l'île de Hokkaido), suivi par le dévoilement d'un « pays de Gama », qui peut correspondre à une ou à certaines des îles Kouriles. Arrivé à Acapulco en mars 1590, le navigateur aurait bien pu se diriger vers le nord le long des principales côtes japonaises et des îles Kouriles, près des Aléoutiennes, puis vers la côte américaine. Son nom était attaché, à l'origine sur les cartes portugaises, à une vague terre qu'il aperçut au nord-est du Japon.

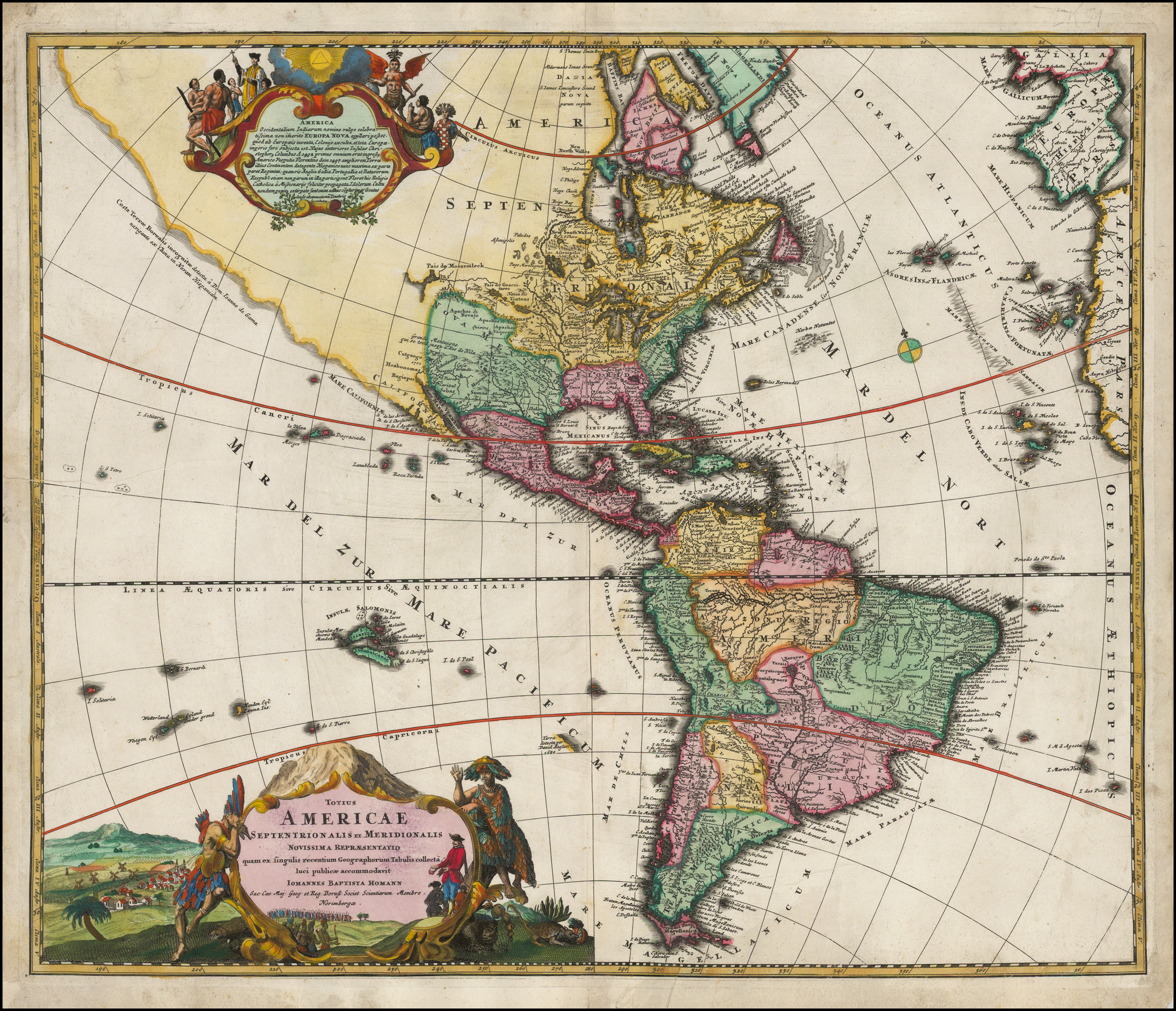
Les Amériques en 1720 par Johann Homann avec Terra Esonis reconnue par João da Gama, voyageant de la Chine à la Nouvelle-Espagne

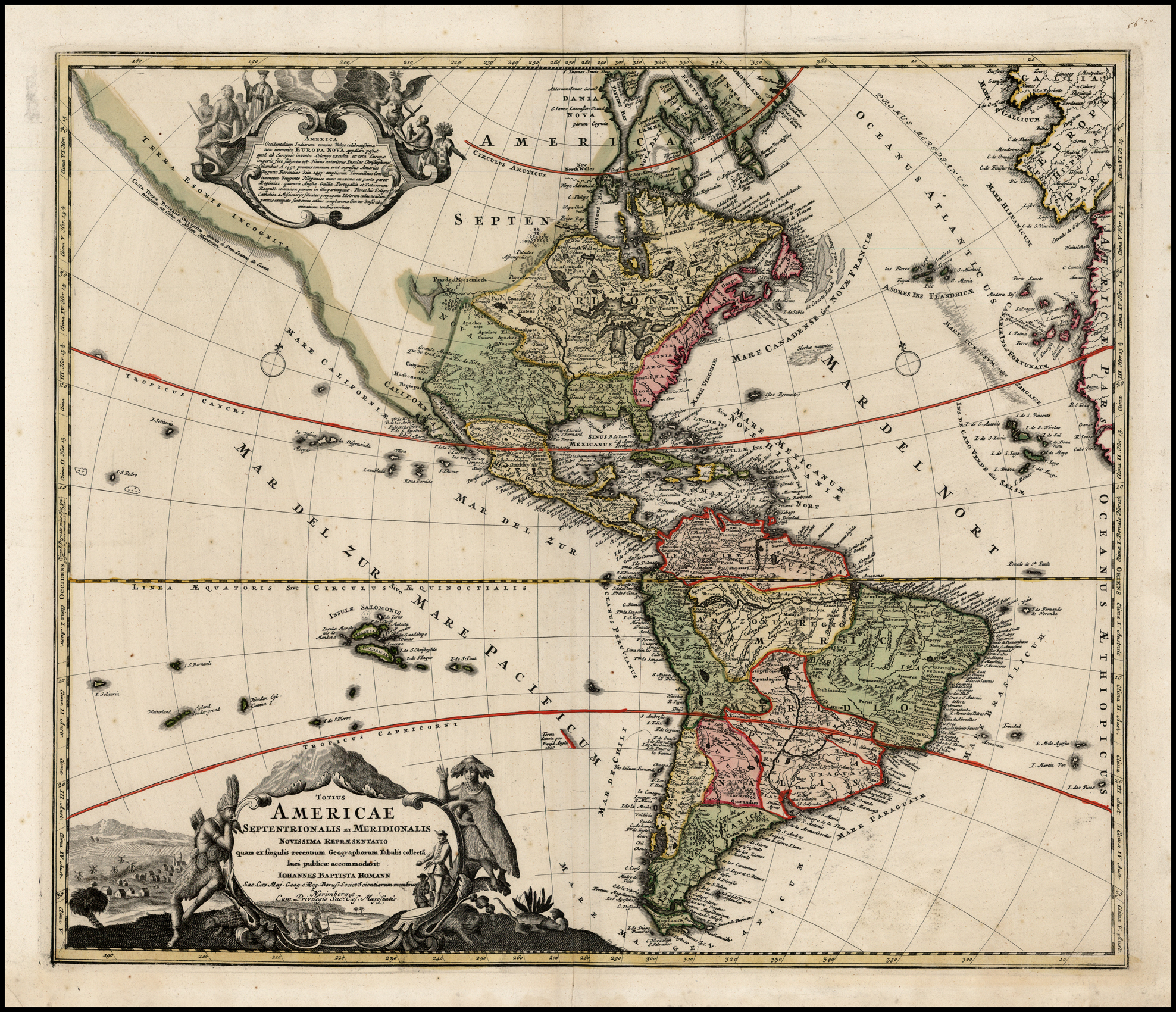
Les Amériques en 1720 par le même Johann Baptiste Homann, avec la même terre septentrionale Esonis incognitae aperçue par João da Gama

L'hypothèse que João da Gama ait exploré ou atteint l'Amérique du Nord aussi loin au nord que Juan Rodriguez Cabrillo, Bartolomé Ferrer, Francis Drake et Francisco Gali, qui (en 1584) avait navigué de Macao et peut-être aperçu des îles avec des métaux à 500 lieues à l'est ou à l'est-nord-est du sud-est du Japon (autour de 29° N ou plus au nord,), ou comme plus tard, Sebastião Rodrigues Soromenho, ou a atterri plus au nord, compte tenu de sa route de l'est, manque de preuves directes, en raison de la perte d'une grande partie de la documentation sur la route nord-américaine voisine qu'il a empruntée et sur ses autres atterrissages possibles en Amérique du Nord, sauf à l'annonce de son arrivée réussie à Acapulco, en mars 1590. Néanmoins, plusieurs cartes plus tard pointent à l'exploration et à la découverte de João da Gama d'une grande partie de l'ouest et du nord-ouest des côtes alors inconnues et connues de l'Amérique du Nord. Dans les années 1630, des documents sont entrés en possession du cartographe portugais João Teixeira Albernaz lorsqu'il était à Séville. Les papiers ont finalement inclus un croquis d'une longue côte nord du Pacifique que João da Gama a écrémé en cours de route.
Arrivé à Acapulco, avant d'être arrêté, il a réussi à vendre les marchandises, par l'intermédiaire de deux nouveaux chrétiens séfarades, et à entrer dans les négociations 22000 pesos, dont deux mille seraient utilisés pour payer les dettes et les vingt mille restants seraient envoyés au Brésil à l'intérieur des terres. par ses représentants (quatre commerçants, dont deux seraient peut-être de nouveaux chrétiens). Il semble qu'ils aient réussi la mission.
Le voyage de Da Gama était directement contraire à la législation de la couronne ibérique, interdisant les transactions commerciales entre les empires espagnol et portugais. En conséquence, il a été arrêté lui et son navire et est resté la cargaison saisie par les autorités locales. Cependant, bien que le Portugal et l'Espagne fussent alors « unis », da Gama resta des marchandises et ses cartes et journaux de navigation furent confisqués. Ses biens restés ont été évalués à 140 000 pesos. Le processus de João da Gama est allé à la Casa de Contratación à Séville, où il est venu traîner. En effet, l'entreprise de João da Gama n'était plus la bienvenue en Espagne que celle de Vasco, son grand-père, un siècle auparavant. L'équipage et les marchands portugais qui avaient participé au voyage sont retournés à Macao via les Philippines, après un séjour au Mexique, où ils ont apporté de l'argent, et lui-même a été envoyé à Séville pour être jugé par l'audience de la Casa de Contratación,,. João da Gama est devenu l'un des premiers hommes à effectuer un tour du monde vers l'Est.
Dans la traversée transpacifique de Macao à Acapulco da Gama a été précédée par Francisco Gali et Pedro de Unamuno.
Avant de voir résolu le processus auquel il a été soumis, João da Gama est peut-être mort en Espagne ou au Portugal après 1591 ou 1592.

## La recherche de "Joao-da-Gama-Land" ou "Gamaland"

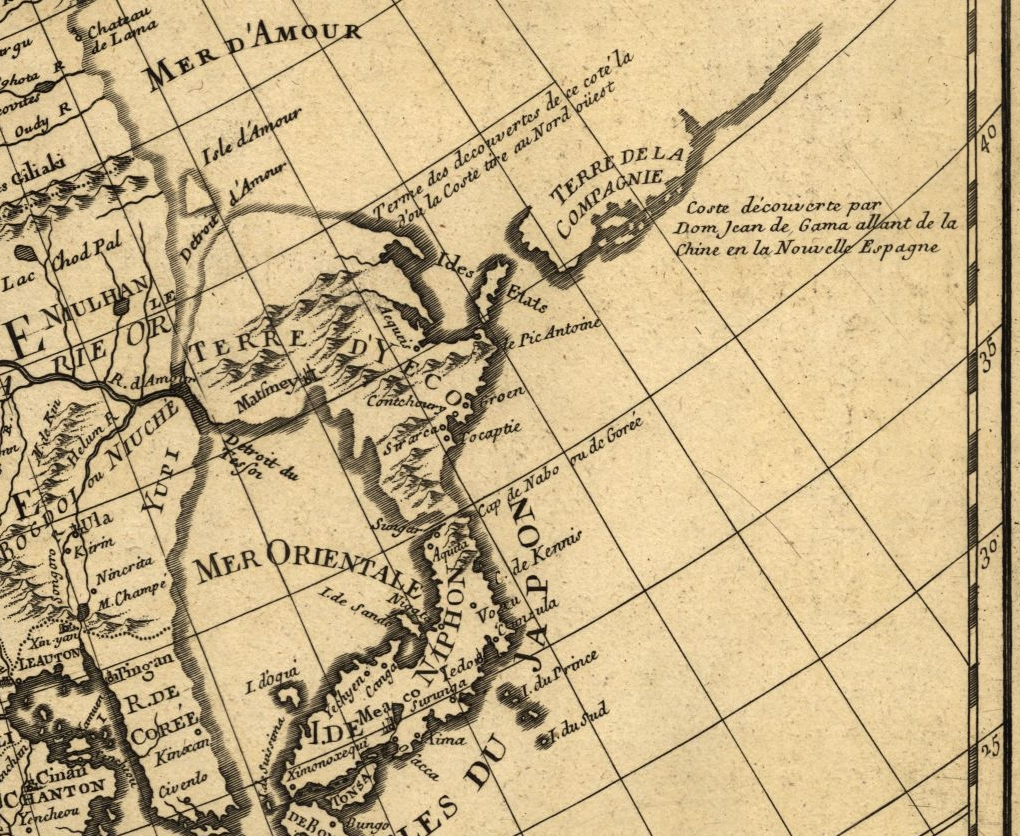
Carte de l'Asie par Guillaume Delisle, "Coste découverte par Dom Jean de Gama allant de la Chine à la Nouvelle Espagne" (légende en haut à droite).

Au XVIIIe siècle, les Russes, après avoir traversé la Sibérie et atteint le détroit de Béring entre la Sibérie et l'Alaska, ont pris l'initiative d'explorer les bords nord du Pacifique. L'un des objectifs de la Grande expédition russe du Nord, dirigée par l'explorateur danois Vitus Béring, était de partir d'Okhotsk sur le Kamtchatka et de reconnaître à partir de là le légendaire "Terre de João da Gama". De lá, le groupe de Béring devait partir plus à l'est jusqu'à la côte nord-américaine.
On croyait que le mythique Gamaland avait existé entre le Kamtchatka et le continent américain. Au cours des 150 années suivant le voyage de Gama, des cartes contradictoires représentaient un fouillis d'îles réelles ou imaginaires entre Hokkaido et le Kamtchatka, confondant les îles Kouriles existantes avec la Company Land, State Island (du nom de l'exploration en 1643 des principales îles Kouriles du sud et de Sakhaline par les Néerlandais. l'explorateur Maarten Gerritsz Vries), Terra Esonis et Gamaland. Vers 1731, le Russian Admiralty College demanda à l'Académie des sciences de préparer une carte du Pacifique Nord. Joseph-Nicolas Delisle a préparé la carte et un mémoire d'accompagnement basé sur les travaux de son frère aîné Guillaume. Cela montrait les trois îles mentionnées ci-dessus et la « Terre vue par Dom Juan de Gama », qui traîne en direction de l'Amérique. Lorsque l'itinéraire du deuxième voyage de Vitus Béring a été déterminé à Petropavlovsk en mai 1741, cette carte ou une autre basée sur elle a clairement influencé le choix.

## Voir également
- Francisco Gali
- Pedro de Unamuno